# Maigret esita
Maigret esita (titolo originale francese Maigret hésite), pubblicato in italiano anche col titolo Maigret è prudente, è un romanzo poliziesco di Georges Simenon pubblicato presso l'editore Presses de la Cité nel 1968, il sessantottesimo della serie con protagonista il commissario Maigret.
Il romanzo fu scritto dal 24 al 30 gennaio 1968 a Épalinges, nel cantone di Vaud, in Svizzera. Ambientata in Avenue de Marigny, nell'VIII arrondissement di Parigi, la storia si svolge dal 4 al 6 marzo 1960.

## Trama
Una lettera anonima avverte Maigret che la sera stessa verrà commesso un omicidio. Poiché la carta è preziosa e rara, è facile capire che la lettera proviene da casa di Émile Parendon, giurista di fama, il quale autorizza il commissario a investigare come e quando crede in casa sua. Ma chi ha scritto la lettera e chi sarà la vittima non è facile da capire. Per due giorni Maigret investiga con l'aiuto dell'avvocato stesso che dimostra una intelligenza e capacità d'osservazione non comuni. Una seconda lettera avverte il commissario di essere stato troppo precipitoso, e che la sua presenza accelererà il crimine, che può essere commesso da un momento all'altro. Nella casa, spaziosa e lussuosa, vivono l'avvocato e sua moglie, i figli Jacques, detto Gus, appassionato di elettronica, e Paulette, detta Bambi, studentessa di archeologia. Poi la segretaria, Antoinette Vague, molto formale e precisa ma che non disdegna però ogni tanto di accoppiarsi con il padrone in fretta sulla scrivania. C'è poi il praticante d'ufficio René Tortu, l'impiegato Julien Baud, il maggiordomo Ferdinand, una cuoca, varie cameriere, e le visite quasi quotidiane dell'autista e del massaggiatore della signora, le sorelle di lei, gli amici dei figli. Molta gente avrebbe potuto avere accesso alla carta per scrivere le lettere anonime. Maigret capisce i conflitti latenti della coppia, lo sbilanciamento economico tra le due famiglie con il padre e il fratello di lui, entrambi medici, che non vengono quasi mai, e invece la presenza invasiva del suocero e della famiglia di lei, i Gassin de Beaulieu, molto più ricchi. Arriva una terza lettera e subito dopo si trova la segretaria, la signorina Vague, alla sua scrivania con la gola tagliata. Maigret che provava simpatia per lei, ne resta molto colpito, convoca i suoi fedeli ispettori e spinge l'inchiesta fino a che diventa chiaro che le lettere le scriveva Gus e che l'assassino non può essere che la signora Parendon, anche perché c'è un testimone che dall'appartamento accanto ha visto tutto.

## Adattamenti

### Televisione
- Maigret hésite, episodio facente parte della serie televisiva Les enquêtes du commissaire Maigret per la regia di Claude Boissol, trasmesso per la prima volta su Antenne 2 il 6 dicembre 1975, con Jean Richard nel ruolo del commissario Maigret.
- Megre Kolebletsya, telefilm sovietico del 1981, per la regia di Vyacheslav Brovkin, con Boris Tenin nel ruolo del commissario Maigret.
- Maigret chez les riches, episodio facente parte della serie televisiva Il commissario Maigret per la regia di Denys Granier-Deferre, trasmesso su France 2 il 26 maggio 2000, con Bruno Cremer nel ruolo del commissario Maigret. In Italia l'episodio è andato in onda il 7 luglio 2007 col titolo Maigret e le lettere anonime.

## Edizioni italiane
- Maigret esita, traduzione di Sarah Cantoni, Collana Le inchieste del commissario Maigret n°73, Milano, Mondadori, 1968. - Postfazione di Alberto Savinio, Collana Oscar Narrativa n.1322, Mondadori, 1994.[2].
- Maigret è prudente, traduzione di Simone Verde, Collana gli Adelphi. Le inchieste di Maigret n°372, Adelphi, 2010,  p. 170, ISBN 978-88-459-2505-4.
- in  I Maigret 14, Collana Maigret, Milano, Adelphi, 2015, ISBN 978-88-459-3112-3. - nuova ed., Adelphi, 2019, ISBN 978-88-459-3386-8.